# 대구진월초등학교
대구진월초등학교 (大邱辰月初等學校)는 대한민국 대구광역시 달서구 진천로4길 32에 있는 공립 초등학교이다.

## 학교 연혁
- 1990년 5월 17일 : 개교 (대구 진천, 월배, 상인초등학교 학급 축소)
- 1997년 3월 1일 : 대구노전초등학교 개교와 함께 분리 이관
- 1997년 9월 1일 : 대구도원초등학교 개교와 함께 분리 이관
- 2001년 5월 6일 : 대구대진초등학교 개교와 함께 분리 이관